# Prix Rumelhart
Le prix Rumelhart ou David E. Rumelhart Prize for Contributions to the Theoretical Foundations of Human Cognition est un prix en psychologie décerné pour récompenser d'importantes contributions aux bases théoriques de la connaissance humaine. Le prix existe depuis 2001. Il a été créé en hommage au psychologue David E. Rumelhart (en).
Le prix, doté d'un montant de 100 000 dollars par la Robert J. Glushko and Pamela Samuelson Foundation, est décerné annuellement lors d'une rencontre de la Cognitive Science Society, toutefois, le comité professionnel qui attribue le prix est indépendant de la Société.

## Lauréats
- 2001 : Geoffrey Hinton
- 2002 : Richard Shiffrin
- 2003 : Aravind Joshi
- 2004 : John R. Anderson
- 2005 : Paul Smolensky
- 2006 : Roger Shepard
- 2007 : Jeffrey Elman
- 2008 : Shimon Ullman
- 2009 : Susan Carey (en)
- 2010 : Jay McClelland
- 2011 : Judea Pearl
- 2012 : Peter Dayan
- 2013 : Linda B. Smith (en)
- 2014 : Ray Jackendoff
- 2015 : Michael Jordan
- 2016 : Dedre Gentner (en)
- 2017 : Lila R. Gleitman (en)
- 2018 : Michael Tanenhaus (en)
- 2019 : Michelene Chi (en)
- 2020 : Stanislas Dehaene
- 2021 : Susan Goldin-Meadow (en)
- 2022 : Michael Tomasello
- 2023 : Nick Chater